# Jorge Bustamante Fernández
Jorge Agustín Bustamante Fernández (Chihuahua, Chihuahua, 1938-San Diego, 25 de març de 2021) fou un sociòleg, advocat, investigador, catedràtic i acadèmic mexicà. S'especialitzà en el fenomen mundial de les migracions internacionals. Destacava per la seva feina a favor dels drets humans dels emigrants.

## Estudis i docència
El 1966 es va llicenciar en Dret a la Facultat de Dret de la Universitat Nacional Autònoma de Mèxic, el 1970 va aconseguir el mestratge en sociologia i antropologia a la Universitat de Notre Dame, a Indiana, Estats Units, el 1975 va aconseguir el doctorat en sociologia i antropologia en aquesta universitat i, finalment, una especialitat en estudis fronterers Mèxic-Estats Units. Com a titular de la Càtedra Eugene Conley, va impartir la càtedra a la seva alma mater, a la Universitat de Texas a Austin, a la Universitat de Califòrnia a Riverside, al Centre d'Estudis Sociològics de El Colegio de México, al Institut d'études politiques de París i a la Facultat de Ciències Polítiques i Socials de la Universitat Nacional Autònoma de Mèxic (UNAM). Fou fundador i president de El Colegio de la Frontera Norte (Colef) des de 1982 fins al 1998. Va ser membre de la Junta Directiva de la Universitat Autònoma Metropolitana. Fou Professor Emeritus per la Universitat de Notre Dame, Professor Emèrit per El Colef, i Investigador Nacional Emèrit pel Consell Nacional de Ciència i Tecnologia (Conacyt).

## Investigador i acadèmic
El 1995 fou nomenat corresponsal del Sistema d'Informació i Estudi Continu de les Migracions Internacionales de l'Organització per a la Cooperació i el Desenvolupament Econòmic (OCDE) amb seu a París, on va treballar amb aquest càrrec durant deu anys. De 2005 a 2011 fou relator especial de l'ONU per als drets humans dels migrants.
Va ser investigador nacional emèrit del Sistema Nacional d'Investigadors de Mèxic (SNI) i membre del Consell Consultiu de Ciències de la Presidència de la República. Perteneix a la junta directiva del Center for Migration Studies. Fou cònsol honorari del Japó a la Baixa Califòrnia. Va publicar més de dos-cents treballs sobre les migracions internacionals, drets humans i qüestions frontereres per a revistes d'Alemanya, França, Estats Units, Espanya, Veneçuela, Japó, Itàlia i Mèxic.
Va col·laborar per als periòdics mexicans Excélsior, Milenio Diario i Reforma. Per altra banda, les seves investigacions es van presentar a la primera pàgina del diari nord-americà The New York Times.

## Premis i distincions
- Premi Nacional de Ciències i Arts a l'àrea d'Història, Ciències Socials i Filosofia per la Secretaría de Educación Pública el 1988.
- Premi Nacional de Demografia el 1994.
- Premi Estatal de Baixa Califòrnia de Ciència i Tecnologia.
- Investigador Emèrit pel Sistema Nacional d'Investigadors des de 2003.
- Candidat a rebre el Premi Nobel de la Pau pel Congrés de la Unió el 2006.
- Premi Cox-Johnson-Fraizer per l'Associació Nord-americana de Sociologia el 2007.
- Premio Nacional de Jurisprudència per la Junta General de la Barra Mexicana del Col·legi de Advocats el 2010.
- Reconeixement a les Humanitats i Ciències Socials per l'Institut Tecnològic i d'Estudis Superiors de Monterrey (ITESM).